# Мадонна із немовлям (Якобелло дель Фйоре)
«Мадо́нна із немовля́м», також «Мадо́нна із немовля́м, що спить» (італ. Madonna col Bambino) — картина італійського живописця Якобелло дель Фйоре. Створена приблизно у 1410 році. Зберігається в колекції Музею Коррер у Венеції.
На картині зображена Діва Марія із немовлям Ісусом, який спить у неї на руках. Вишукана та ніжна манера письма художника проявляється у передачі блакитного одягу із арабескам з темно-синіми квітами, а також в дуже точній та майстерній роботі над золотим ореолом та фоном. Живописний стиль художника втілює в собі риси інтернаціональної готики, і дуже схожий, у цьому випадку зі стилем письма Джентіле да Фабріано.
Картина містить підпис художника.